# Harold Henry Beverage
Harold Henry "Bev" Beverage (North Haven, 14 de outubro de 1893 — Port Jefferson, 27 de janeiro de 1993) foi um engenheiro eletrônico estadunidense.

## Lista de patentes
- Patente EUA 1381089, 7 de junho de 1921: Radio Receiving System - the Beverage antenna
- Patente EUA 1434984, 7 de novembro de 1922: Radio Receiving System - the bidirectional Beverage antenna
- Patente EUA 1434985, 7 de novembro de 1922: Radio Receiving System - using a Beverage antenna with multiple receivers
- Patente EUA 1434986, 7 de novembro de 1922: Radio Receiving System - a Beverage antenna with selective circuits to eliminate interference from adjacent wavelengths
- Patente EUA 1487308, 18 de março de 1924: Radio Receiving System - improvements to the directivity of the Beverage Antenna
- Patente EUA 1697945, 8 de janeiro de 1929: Artificial transmission lines for phasing multiple antennas
- Patente E.U.A. 1 989 965 5 de agosto de 1931: Means for testing recorded sound -- automatic check film
- Patente E.U.A. 1 819 589 18 de agosto de 1931: H.H.B. % H.O. Peterson --Means for eliminating fading on high frequencies (filed1/2/26)
- Patente E.U.A. 1 849 608 15 de março de 1932: Frequency modulate or mark/space for AGC (automatic gain control)
- Patente E.U.A. 1 874 865 30 de agosto de 1932: Acoustic combining system - mix reflections
- Patente E.U.A. 1 874 866 30 de agosto de 1932: Method for eliminating fading -- basic rectifier telegraph
- Patente E.U.A. 1 888 065 15 de novembro de 1932: Differential volume control for diversity artificial line
- Patente E.U.A. 1 917 290 11 de julho de 1933: H.H.B. & H.O. Peterson -- Rotating switch, diversity
- Patente E.U.A. 1 917 291 11 de julho de 1933: H.H.B. & H.O. Peterson -- Artificial line pickup delay, diversity
- Patente EUA 1962169, 12 de junho de 1934: Device for reducing the effects of static or fading
- Patente EUA 1967604, 24 de julho de 1934: Aerial System - to be used adjacent to local noise sources
- Patente E.U.A. 1 987 889 15 de janeiro de 1935: H.H.B. & H.O. Peterson -- Means for elimination of fading on short wavelengths
- Patente EUA 1989965, 5 de fevereiro de 1935: Method of testing recorded sound
- Patente E.U.A. 2 014 518 17 de setembro de 1935: Remote control system for relay stations
- Patente E.U.A. RE19 784 10 de dezembro de 1935: Aerial system -- balanced bridge to reduce engine ignition noise of aircraft
- Patente E.U.A. 2 025 190 24 de dezembro de 1935: Multiplex signaling -- commutator and frequency change for multiplex
- Patente E.U.A. 2 028 860 28 de janeiro de 1936: Receiving system-rectifier high frequency for C.W. Hansell electrolytic recorder
- Patente E.U.A. 2 034 738 24 de março de 1936: Radio telegraph repeater -- electronic, no relays
- Patente E.U.A. 2 067 432 12 de janeiro de 1937: Radio communication -- frequency diversity
- Patente E.U.A. 2 069 813 9 de fevereiro de 1937: H.H.B. & H.O. Peterson -- Fading eliminator -- different beat notes
- Patente E.U.A. 2 070 418 6 de fevereiro de 1937: Multiplex cable code with diversity receivers
- Patente E.U.A. 2 076 361 6 de abril de 1937: Crystal oscillator monitor for centralized control
- Patente E.U.A. 2 081 730 25 de maio de 1937: Television system -- AGC based on density of film
- Patente E.U.A. 2 084 760 22 de junho de 1937: System for radio spectography, horizontal sync on oscillograph
- Patente E.U.A. 2 095 050 5 de outubro de 1937: Signaling-space between carrier and sidebands, phone
- Patente EUA 2106806, 1 de fevereiro de 1938: Relay system - Ultra short radio waves
- Patente E.U.A. 2 112 877 5 de agosto de 1938: Centralized control relay stations
- Patente EUA 2138134, 29 de novembro de 1938: Phasing and spacing antennas to eliminate undesired reflected rays
- Patente E.U.A. 2 144 215 17 de janeiro de 1939: Electrical energy measuring system frequency modulation
- Patente E.U.A. 2 146 301 7 de fevereiro de 1939: Warren Knotts & H.H.B. -- Frequency assignments for relay stations
- Patente E.U.A. 2 173 156 19 de setembro de 1939: Amplitude modulation reception -- change to phase modulation
- Patente EUA 2247743, 1 de julho de 1941: Broadband Uni-directional Shortwave Antenna
- Patente E.U.A. 2 255 374 9 de setembro de 1941: System for noise reduction - noise random, signal in phase
- Patente E.U.A. 2 271 909 3 de fevereiro de 1942: Ultra short wave noise elimination -- balance local noise vertical suppressor
- Patente EUA 2405991, 20 de agosto de 1946: Secrecy system for multiplex telegraphy
- Patente EUA 2416791, 4 de março de 1947: Radio receiver system for UHF frequencies that removes unintentional frequency modulation from a received signal
- Patente EUA 2487513, 8 de novembro de 1949: Radio Relaying System - frequency selection for a chain of relay stations